# 整體承接
在日本，整體承接指的是電視動畫系列所採用的一種製作體系。屬於分包的一種形式。
在電視動畫系列，標示為「動畫製作」或只寫上「製作」的動畫製作公司為總承包商，並將動畫以1話為單位全部委託給整體承接製作公司來製作動畫。整體承接製作公司對該話動畫全權負責，進行製作管理，將完成的底片或影帶呈交給總承包製作公司。整體承接製作公司通常只會在其所承包的那話動畫裡，被標示上「製作協力」。
由於電視系列作品必須在每個月內完成4個30分鐘長度的作品，若是由總承包公司承攬全部的製作工程，公司內部必然需要擁有大量員工，並且會承受莫大的負擔。因此日本發展出電視動畫的分工系統，除了公司內部員工之外，慣例上會將業務發包（或稱作外包）給其他的作畫工作室、美術工作室、攝影公司、音響製作公司。一般而言，總承包製作公司負責整個製作管理，和不同部門的「製作助理」職銜人員聯絡。有些總承包公司社內沒有製作者，只擁有製作、企畫、營業、製作管理的人才。一般的電視動畫就這樣將作畫等工作分散至4、5個團隊輪番製作，維持每週1個節目的進度。
這些外包的製作公司裡，有些公司在累積分包經驗、提升製作能力之後，雖然無法完成整個電視系列，但已經能夠負責1話單位的動畫製作，於是開始整體承接動畫的業務。
總包負責劇本等工作，整體承接製作公司則處理從演出、作畫、背景美術、上色到攝影，一連串完成影像製作的工程，加上聲音等後製作業通常是由音響製作公司負責。沒有背景美術部門、攝影部門的公司，會再把業務發包給專門的製作所，而下游包商的製作管理也由整體承接製作公司處理。
通常電視動畫系列由二級或小規模的製作公司整體承接，不過也有情況像吉卜力工作室承包葦PRODUCTION與東寶的《蒙面俠蘇洛》、Production I.G和京都動畫承包新銳動畫的《蠟筆小新》（這部分是延續分包時代的製作），由大製作公司承包。